# Trichodesma bequaertii
Trichodesma bequaertii är en strävbladig växtart som beskrevs av De Wild. Trichodesma bequaertii ingår i släktet Trichodesma och familjen strävbladiga växter. Inga underarter finns listade i Catalogue of Life.